# ヒッティングマーチ委員会
阪神タイガース応援団ヒッティングマーチ委員会（はんしんタイガースおうえんだんヒッティングマーチいいんかい）とは、プロ野球阪神タイガースのヒッティングマーチを管理する機関。

## 概要
阪神タイガースの私設応援団連合中虎連合会会長が、作者不詳だった阪神タイガースのヒッティングマーチの著作者を詐称し、日本音楽著作権協会から不正に著作権使用料数千万円を得て逮捕される著作権法違反事件が2005年に発生した。これを受けて、阪神タイガース私設応援団の有志が、事件後に新たにヒッティングマーチを作り、その著作権を管理するために「阪神タイガース私設応援団 ヒッティングマーチ管理委員会」の名称で設立した。発足時から2007年にかけては、中間法人の登記を目指すとしていた。
具体的業務は、ヒッティングマーチの制作、管理、運営で、利益が出れば社会貢献に使用する。CDは制作せず、着メロを配信していたが、選手などの肖像権に関わることなどがクリアされていなかったために着メロの配信を中止している。
2008年2月10日、応援歌の著作権を阪神球団側に譲渡することと、「阪神タイガース私設応援団 ヒッティングマーチ管理委員会」から「阪神タイガース応援団 ヒッティングマーチ委員会」に名称を変更することも発表し、その後、手続きは終了した。

## 応援歌の変更
当委員会では2005年3月7日に、阪神タイガースの選手別応援歌（12曲）の一斉変更をサイト上で発表した。阪神球団から特別応援許可を得ている阪神タイガース応援団・阪神タイガース私設応援団加盟の応援団は、この発表を機に、著作権が球団に譲渡できる応援歌に限って球場で演奏している。相手チームの投手が交代した際に演奏する「蛍の光」については、作者の没後50年を経過しているため、法律上球場での使用が認められている。
ヒッティングマーチ1番と2番は球団の特別な許可を得て使用している。ただし、サイト上での公開や応援歌詞カードなどに掲載することは自粛している。
2004年まで使用していた選手別応援歌については、桧山進次郎（2013年引退）と矢野輝弘（2010年引退）の応援歌のみ使用を継続。2002年まで阪神に在籍していた坪井智哉の応援歌については、2003年からの移籍先である北海道日本ハムファイターズに著作権を譲渡していたが、前奏のみ2004年以降もしばらく使われていた。公式戦以外では、2012年11月18日に行われた阪神×巨人OB戦において旧応援歌が使用されている。
ただし、かつて阪神タイガース応援団に所属していた団員の作による現役の阪神選手（鳥谷敬など）向け応援歌は、著作権を譲渡できないため球場では使用できない。そのため、桧山引退後の2014年からは、球場で使用できる応援歌が当委員会作成の歌で占められることになった。ちなみに同年には、投手としての登板試合で鋭い打撃をしばしば披露している能見篤史からの依頼で、投手では異例の「能見専用ヒッティングマーチ」も作成している。